# La Petite Rivière (rivière Cami)
Pour les articles homonymes, voir La Petite Rivière.
La Petite Rivière est un affluent de la rivière Cami, coulant dans le territoire non organisé de Lalemant et dans la municipalité de Rivière-Éternité, dans la municipalité régionale de comté (MRC) du Fjord-du-Saguenay, dans la région administrative du Saguenay–Lac-Saint-Jean, dans la province de Québec, au Canada. Le cours de La Petite Rivière traverse la zec du Lac-Brébeuf.
La vallée de La Petite Rivière est desservie sur presque tout son cours par une route forestière, pour les besoins la foresterie et des activités récréotouristiques. Quelques routes forestières secondaires desservent cette vallée.
La foresterie constitue la principale activité économique du secteur ; les activités récréotouristiques, en second.
La surface de La Petite Rivière est habituellement gelée du début de décembre à la fin mars, toutefois la circulation sécuritaire sur la glace se fait généralement de la mi-décembre à la mi-mars.

## Géographie
Les principaux bassins versants voisins de La Petite Rivière sont :
- côté nord : lac de la Tente, lac Belly, lac Potvin, lac Brébeuf, lac des Cèdres, lac Éternité, rivière Éternité, lac à la Truite, rivière Saguenay ;
- côté est : rivière Cami, rivière Saint-Jean, rivière à la Catin, lac des Hauteurs ;
- côté sud : lac de la Grosse Femelle, lac Charny, lac Éloigné, ruisseau Épinglette, rivière Malbaie, ruisseau du Caribou, lac Desprez, rivière Porc-Épic ;
- côté ouest : lac à la Boule, lac du Berger, lac Grand-Père, rivière Ha! Ha!, bras d'Hamel, rivière à Mars.

La Petite Rivière prend sa source à la confluence d’un lac non identifié (longueur : 0,34 km ; altitude : 489 m) situé entre les montagnes. Cette source est située à :
- 0,5 km au sud-ouest d’un sommet de montagne qui atteint 574 m ;
- 1,8 km à l’est du Lac du Berger, qui est un plan d’eau de tête du bras de Ross ;
- 2,5 km au nord-ouest du lac de la Grosse Femelle ;
- 6,6 km au sud-ouest de la confluence de La Petite Rivière et de la rivière Cami
- 10,8 km au sud-est du lac des Cèdres ;
- 13,3 km au nord-est de la digue à l’embouchure du lac Ha! Ha! ;
- 13,6 km au nord-ouest de la confluence du ruisseau à John et de la rivière Malbaie[3].

À partir de sa source, le cours de La Petite Rivière descend sur 8,1 km en zones forestières et montagneuses, avec une dénivellation de 159 m selon les segments suivants :
- 0,6 km vers le sud en dévalant une montagne, jusqu’à un coude de rivière ;
- 1,1 km vers l’est, jusqu’à la décharge (venant du nord) du Lac de la Tente ;
- 3,2 km vers l’est dans une vallée encaissée en formant un détour vers le sud jusqu’à la décharge (venant du nord) d’un ruisseau ;
- 3,2 km vers l’est dans une vallée encaissée en formant un crochet vers le sud, jusqu’à son embouchure[3].

La Petite Rivière se déverse sur la rive ouest de la rivière Cami. Cette embouchure est située à :
- 1,8 km au sud-est du lac Belly ;
- 4,6 km au nord-ouest du lac Desprez qui est le lac de tête de la rivière Cami ;
- 9,5 km au nord de la confluence du ruisseau à John et de la rivière Malbaie ;
- 10,5 km au sud-ouest de la confluence de la rivière Cami avec la rivière Saint-Jean ;
- 24,8 km au sud-ouest du centre du village de Rivière-Éternité ;
- 36,4 km au sud-ouest de la confluence de la rivière Saint-Jean et de l’anse Saint-Jean (rivière Saguenay) ;
- 49,1 km au sud-est du centre-ville de Saguenay[3].

À partir de la confluence de La Petite Rivière, le courant :
- suit le cours de la rivière Cami sur 15,8 km généralement vers le nord-est ;
- suit le cours de la rivière Saint-Jean sur 37,7 km généralement vers le nord-est ;
- traverse l’anse Saint-Jean sur 2,9 km vers le nord ;
- suit le cours de la rivière Saguenay sur 42,8 km vers l’est jusqu’à Tadoussac où il conflue avec l’estuaire du Saint-Laurent.

## Toponymie
Le toponyme « La Petite Rivière » a été officialisé le 9 novembre 2000 par la Commission de toponymie du Québec.